# Peter W. Howitt
Peter Wilkinson Howitt (* 31. Mai 1946) ist ein kanadischer Wirtschaftswissenschaftler an der Brown University.

## Leben
Howitt erwarb 1968 an der McGill University einen Bachelor und 1969 an der University of Western Ontario einen Master. Seinen Ph.D. erwarb er 1973 mit der Arbeit Theory of Monetary Dynamics an der Northwestern University. Bereits ab 1972 hatte er eine erste Professur (Associate Professor) an der University of Western Ontario inne, ab 1977 als Associate Professor. Nach einer Gastprofessur an der Hebräischen Universität Jerusalem (1980) erhielt er 1981 an der University of Western Ontario eine ordentliche Professur. Weitere Gastprofessuren führten ihn an die Universität Laval (1985), an das Massachusetts Institute of Technology (MIT, 1988) und die Université Paris 1 Panthéon-Sorbonne (1989).
1995 verließ Howitt die University of Western Ontario und erhielt – nach einer weiteren Gastprofessur 1995/96 an der Universität Toulouse I – 1996 eine Professur an der Ohio State University. Im Jahr 2000 wechselte Howitt an die Brown University in Providence, Rhode Island. Seit 2013 ist er dort als emeritierter Professor in Forschung und Lehre tätig.
Seit 1992 ist Howitt Mitglied der Royal Society of Canada. Seit 2001 forscht Howitt für das National Bureau of Economic Research in Cambridge, Massachusetts, seit 2003 für das C.D. Howe Institute in Toronto, Kanada. 2009 erhielt er ein Ehrendoktorat der University of Guelph.

## Wirken
Howitt befasst sich mit Wachstumstheorien, insbesondere mit Bezug auf die Modelle von Joseph Schumpeter, und mit schöpferischer Zerstörung (creative destruction) und ihrer quantitative Analyse.
Seine Arbeiten A Model of Growth through Creative Destruction und Endogenous Growth Theory (beide mit Philippe M. Aghion) wurden (Stand 2014) mehr als 1300-mal beziehungsweise mehr als 1100-mal zitiert und gehören zu den meistzitierten wirtschaftswissenschaftlichen Arbeiten nach 1955. Für 2019 erhielt er den BBVA Foundation Frontiers of Knowledge Award in Ökonomie.
Seit 2014 zählt Thomson Reuters Howitt (und Aghion) aufgrund der Zahl ihrer Zitationen zu den Favoriten auf einen Nobelpreis für Wirtschaftswissenschaften (Thomson Reuters Citation Laureates).

## Schriften (Monografien)
- Monetary Policy In Transition: A Study of Bank of Canada Policy 1982–85. Toronto: C.D. Howe Institute, 1986.
- The Keynesian Recovery and Other Essays. Philip Allan and University of Michigan, 1990.
- (als Herausgeber) The Implications of Knowledge-Based Growth for Micro-Economic Policies. Calgary, University of Calgary Press, 1996.
- (mit Philippe Aghion) Endogenous Growth Theory. Cambridge, MA: MIT Press, 1998.
- (als Herausgeber, mit Elisabetta de Antoni und Axel Leijonhufvud) Money, Markets and Method: Essays in Honour of Robert W. Clower. Edward Elgar Publishing Co., 1999.
- (mit Philippe Aghion) The Economics of Growth. Cambridge, MA: MIT Press, 2009.